# 204省道 (浙江省)
204省道，又称余姚—温岭公路，是浙江省的一条省道，起点位于余姚市兰江街道，途经陆埠镇、大隐镇、宁波市海曙区高桥镇、石碶街道、洞桥镇、奉化区江口街道、尚田街道、宁海县西店镇、梅林街道、桑洲镇、三门县珠岙镇、临海市汇溪镇、大田街道、沿江镇、台州市黄岩区北城街道、路桥区桐屿街道、温岭市泽国镇，终点位于温岭市温峤镇，全长250公里，原为孝丰—泗安公路，原编号12，起点位于安吉县孝丰镇，终点位于长兴县泗安镇:284，全长42.559公里:219。